# Ain al-Tinah
Ain al-Tinah (tiếng Ả Rập: عين التينة) là một ngôi làng của Syria ở huyện Al-Qutayfah thuộc tỉnh Rif Dimashq. Theo Cục Thống kê Trung ương Syria (CBS), Ain al-Tinah có dân số 3.206 trong cuộc điều tra dân số năm 2004. Cư dân của nó chủ yếu là người Hồi giáo Sunni.